# Vi tackar dig, vår Skapare
Vi tackar dig, vår Skapare är en doppsalm med text av Pamela-Rae Yeager Maloney år 1968 och översatt 1979 av Eva Norberg och musik från 1615 ur Scottish Psalter. Musik finns även skriven av Jeremiah Clarke.

## Publicerad i
- Den svenska psalmboken 1986 som nr 382 under rubriken "Dopet".
- Svensk psalmbok för den evangelisk-lutherska kyrkan i Finland (1986) som nr 212 under rubriken "Dopet".
- Psalmer och Sånger 1987 som nr 655 under rubriken "Att leva av tro - Glädje - tacksamhet".[1]